# Ольшанка (Харьковская область)
Ольша́нка (укр.  Вільшанка), село,
Тарановский сельский совет,
Змиёвский район,
Харьковская область.

## Географическое положение
Село Ольшанка находится с восточной стороны железной дороги Харьков-Лозовая (Курско-Харьковско-Азовской) на перегоне Первомайский-Тарановка на правом берегу безымянной реки, которая через 4 км впадает в реку Ольшанка (левый приток);
выше по течению в 2-х км расположено село Тарановка,
ниже по течению примыкает к селу Дудковка.
К селу примыкает большой лесной массив урочище Завиловка, рядом с селом садовые участки.
Здесь расположена ж.д. станция Шурино.

## История
- Село присоединено к селу Дудковка в ? году.
- До ВОСР это был хутор Ольшанка, а рядом, к северо-западу, на реке Ольшанка между Жадановкой и Высочиновкой находилось село Ольшанка (Архереевка),[3] ныне не существующее.